# Индуизм в Восточном Тиморе
Индуизм — религиозное меньшинство в Восточном Тиморе. Почти все они исповедают балийский индуизм.

## История
На Тиморе нет традиционного индуистского населения. Индусы — это в основном мигранты с Бали, приехавшие во время индонезийской оккупации. После окончания оккупации большинство индусов покинули страну.

## Демография
В 1992 году, до независимости Восточного Тимора индуисты составляли 0,5% населения. После оккупации доля индуистов в Восточном Тиморе снизилась до менее 0,1%. Согласно переписи 2011 года, в Восточном Тиморе проживает 195 индуистов. Однако перепись 2015 года показала небольшой рост абсолютной численности индуистов. Согласно этой переписи, в Восточном Тиморе проживал 271 индуист.

## Храмы

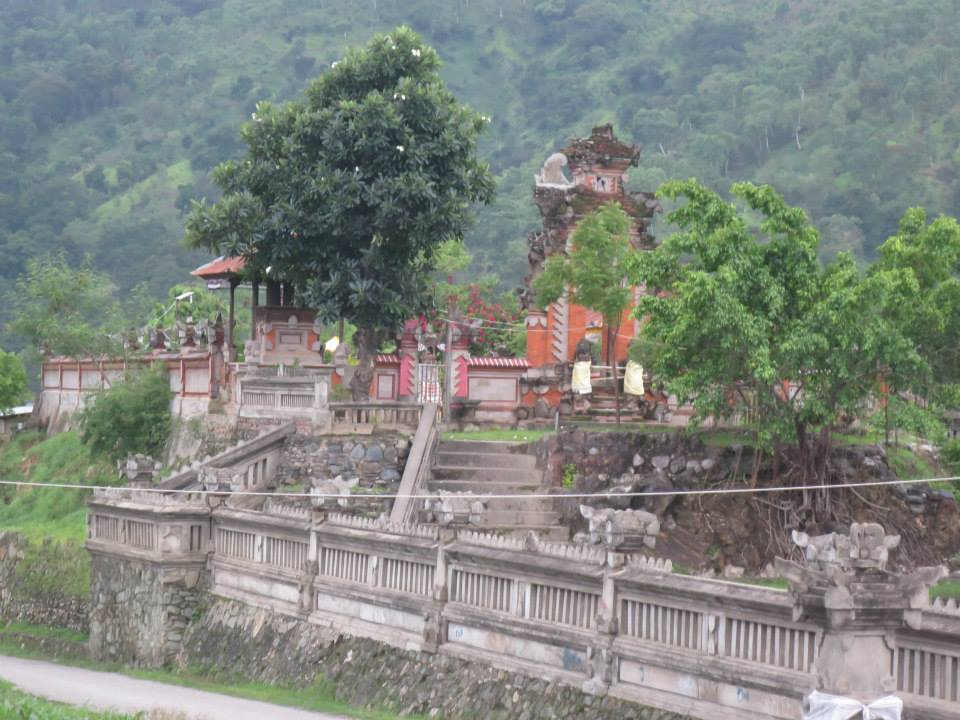
Пура Гиринатха

Пура Гиринатха — крупнейший балийский индуистский храм в Восточном Тиморе. Храм был построен во время оккупации. Сейчас храм сильно обветшал, хотя некоторые балийцы из Индонезии и правительство Восточного Тимора предпринимают усилия по восстановлению храма.
Празднование Понгал у тамильских индуистов также отмечалось в Пура Гиринатха. 